# Baczysław
Baczysław (do 1945 niem. Batzlaff) – wieś w Polsce położona w województwie zachodniopomorskim, w powiecie kamieńskim, w gminie Golczewo.
Według danych z 1 stycznia 2011 roku wieś liczyła 100 mieszkańców. 
Wieś położona jest przy drodze wojewódzkiej 108, niespełna 3 km od Wysokiej Kamieńskiej. Do Golczewa jest 8 km.
W latach 1975–1998 miejscowość administracyjnie należała do województwa szczecińskiego.

## Zabytki
- park dworski, 2 poł. XIX, nr rej.: A-1314z 30.10.1980.